# Дойыншы
Дойыншы (каз. Дойыншы) — село в Каратальском районе Жетысуской области Казахстана. Входит в состав Канбактинского сельского округа. Код КАТО — 195039400.

## Население
В 1999 году население села составляло 332 человека (194 мужчины и 138 женщин). По данным переписи 2009 года, в селе проживали 273 человека (149 мужчин и 124 женщины).